# Enel Generación Chile
Enel Generación Chile es subsidiaria de Enel Chile, esta última con un 93,55% de participación directa en la compañía. Por su parte, Enel Chile es subsidiaria de Enel SpA.
Esta compañía es resultado de una reorganización societaria propuesta en 2015 por Enersis S.A. (actual Enel Américas), Endesa Chile (actual Enel Generación Chile) –que tenía participación en el negocio de generación en Chile, Argentina, Perú, Brasil y Colombia- se dividió en dos, quedando Enel Generación Chile con los activos de generación a lo largo del país, y Enel Américas con los activos de generación en el resto de los países de la región. 
Enel Generación Chile tiene una capacidad instalada neta que asciende a 5.548 MW al 31 de diciembre de 2022, y que corresponde en un 63% a energías renovables. Es así como 3.416 MW involucran unidades de generación hidroeléctricas, 2.050 MW a centrales térmicas que operan con gas o petróleo, y 82 MW en unidades de generación eólica.  
En tanto, al 31 de diciembre de 2022, su producción eléctrica neta consolidada alcanzó los 17.729 GWh, con un crecimiento de 13,8% respecto al año 2021. Por otro lado, sus ventas de energía sumaron 31.457 GWh durante 2022, representando un 41% de la energía vendida en el Sistema Eléctrico Nacional (SEN).

## Historia

### Inicios: Era Endesa (1943-1994)
Enel Generación Chile S.A. fue creada el 1 de diciembre de 1943 como Empresa Nacional de Electricidad S.A. (Endesa). Una sociedad anónima, filial de la entidad fiscal Corporación de Fomento de la Producción (CORFO), con el objeto de realizar el Plan de Electrificación Chileno, que incluía la generación, transporte y distribución de la energía eléctrica. 
Durante 44 años, Endesa (actual Enel Generación Chile) perteneció al Estado de Chile alcanzando un papel preponderante en el sector y se convirtió en una de las empresas más relevantes y la base del desarrollo eléctrico del país. Las inversiones fueron cuantiosas y se concretaron importantes obras de ingeniería y electrificación.
El proceso de privatización comenzó en 1987 a través de una serie de ofertas públicas de acciones y fue completado en 1989. Mediante este proceso se incorporaron a la sociedad los Fondos de Pensiones, los trabajadores de la misma empresa, inversionistas institucionales y miles de pequeños accionistas. El 27 de julio de 1994, las acciones de Endesa Chile se comenzaron a transar en la New York Stock Exchange (NYSE) en la forma de ADR, bajo el nemotécnico EOC.

### Enersis S.A. asume el control (1999-2016)

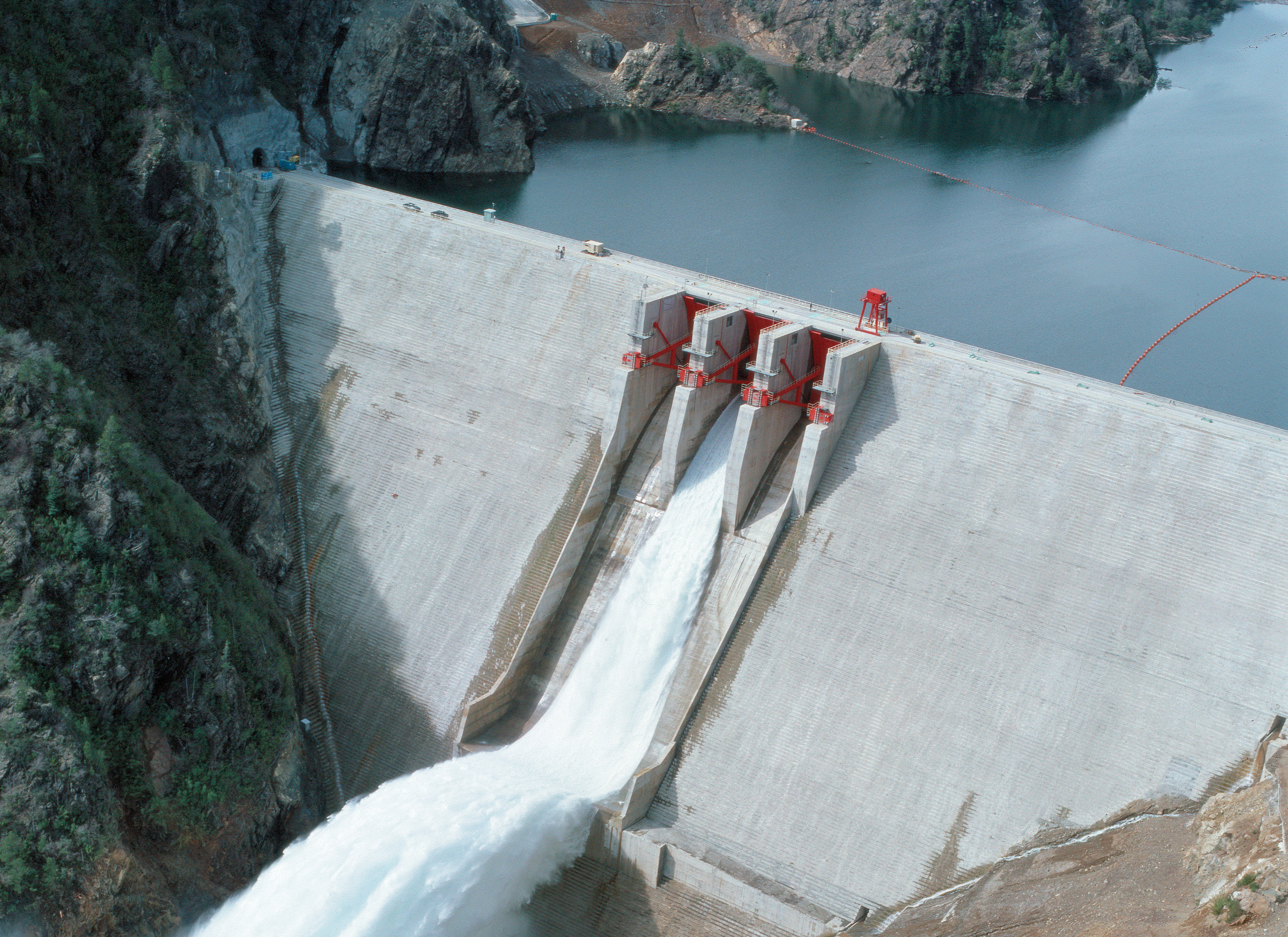
La Central Hidroeléctrica Ralco, operada por Enel Generación Chile, es la principal central eléctrica del país.

En mayo de 1999, Enersis S.A. (actualmente Enel Chile), a través de una Oferta Pública de Acciones (OPA), se constituyó en la controladora de la sociedad con el 60% de las acciones de Endesa Chile. En 2014, la compañía adquirió el control de GasAtacama por USD$309 millones, alcanzando con ello a casi 1000 MW de capacidad en el sistema norte del país (SING). Con ello la compañía alcanzó el 98% de la controladora de GasAtacama, central termoeléctrica a gas natural de 781 MW de capacidad instalada en el SING, del gasoducto Mejillones-Taltal y del gasoducto Atacama, entre Chile y Argentina. 
El 28 de abril de 2015, el Directorio inició los estudios para una reorganización societaria. La propuesta consideraba separar los negocios dentro y fuera de Chile, fusionando asimismo estos últimos en una sola sociedad. El 18 de diciembre de 2015, se realizó la Junta Extraordinaria de Accionistas en la que se aprobó la primera fase de la reorganización, mediante la cual se dividió el negocio de Chile del resto de Latinoamérica.

### Endesa Américas y Enel Generación Chile (2016-presente)
El 1 de marzo de 2016 habiéndose cumplido las condiciones suspensivas, se materializó la división de la Empresa Nacional de Electricidad S.A. y desde esa misma fecha comenzó a existir la compañía Endesa Américas S.A. En septiembre de 2016, la compañía suscribió un acuerdo de compraventa mediante el cual vendió la totalidad de sus acciones en GNL Quintero, representativa del 20% del capital de dicha sociedad, a Enagas Chile. En octubre del mismo año, la Junta Extraordinaria de Accionistas aprobó una modificación de estatutos que implicó cambiar la razón social a Enel Generación Chile S.A., reemplazando de esta forma la marca Endesa Chile y la razón social Empresa Nacional de Electricidad.
En agosto de 2017, se plantea la posibilidad de realizar una reorganización societaria de Enel Chile, que contempla la absorción de los activos de Enel Green Power Latin America S.A. en Chile y el lanzamiento de una Oferta Pública de Acciones (OPA) por el 100% de Enel Generación Chile. En diciembre de 2017, las respectivas juntas extraordinarias de accionistas aprobaron los términos de la reorganización, la cual se materializó en 2018.
El 31 de diciembre del mismo año el Directorio de Enel Generación Chile S.A. aprobó por la unanimidad de sus miembros, presentar una solicitud de deslistamiento de los valores emitidos por la compañía ante la New York Exchange (NYSE) de Estados Unidos. Dicha solicitud se presentó ante la Securities and Exchange Commission (SEC) de ese país, mediante el Formulario 25. Desde esa fecha los American Depositary Shares emitidos por Enel Generación Chile S.A., se dejaron de transar en la NYSE. El deslistamiento se hizo efectivo diez días después de la presentación del mencionado formulario. No obstante, el Programa de ADS de la Compañía se continuó transando en los mercados extrabursátiles (OTC, por su sigla en inglés) de Estados Unidos bajo el nemotécnico EOCCY.  
En septiembre de 2020, el Directorio de Enel Generación Chile S.A. aprobó unánimemente poner término a su Programa de ADS a contar del 17 de diciembre del mismo año, e instruir a Citibank, en su carácter de banco depositario, de proceder a informar a los tenedores de ADS la decisión de la Compañía. La terminación antes indicada no tuvo efectos financieros materiales relevantes para la Empresa.

## Proceso de descarbonización
En el marco de su estrategia de descarbonización y de Transición Energética Justa, el 31 de diciembre de 2019, Enel Generación Chile llevó a cabo la desconexión y cese de operaciones de la Central Tarapacá. Este hito estaba programado para mayo de 2020, pero fue anticipado a través de una solicitud formal de la Compañía a las autoridades, la que fue recibida por la Comisión Nacional de Energía (CNE) el 26 de julio de 2019. Esta unidad tenía una capacidad bruta instalada de 158 MW, equivalente al 25% del total de la capacidad de las plantas a carbón que tenía Enel Generación Chile.
El 31 de diciembre de 2020, Enel Generación Chile adelantó en tres años el proceso anunciado al proceder a la desconexión y cese de las operaciones de la central Bocamina I, inaugurada en 1970. Con el objetivo de reforzar el desarrollo energético e industrial de la zona y del país, esta central termoeléctrica tenía 128 MW de potencia bruta instalada y en sus 50 años de operación logró ser un aporte en la creación de empleo local en la Región del Biobío, específicamente en la comuna de Coronel.
Finalmente, el 30 de septiembre de 2022, Enel Generación Chile desconectó de manera definitiva la Unidad 2 (350 MW de capacidad instalada bruta) del Complejo Termoeléctrico Bocamina en Coronel, la última de las dos unidades de esta planta, transformándose así en la primera compañía del sector eléctrico en dejar de utilizar carbón en sus operaciones en Chile. Tras el cierre de Bocamina, la Compañía cumplió con el desafío asumido en 2019 al suscribir el Acuerdo Nacional de Descarbonización, 18 años antes de lo comprometido inicialmente.

## Iniciativas sociales

### Fundación San Ignacio de Huinay
La Fundación San Ignacio de Huinay es una institución privada sin fines de lucro y fue creada con el propósito de defender, conservar y promover la herencia biogeográfica de la localidad de Huinay, específicamente de los fiordos formados en la Región de Los Lagos, Chile.
Fue fundada en 1998 por Enel Generación Chile y la Pontificia Universidad Católica de Valparaíso, e inaugurada en 2001. Consta de un Centro Científico de 34.000 hectáreas en el fiordo Comau, Provincia de Palena. Ahí la fundación fomenta la conservación de la biodiversidad, la investigación científica y las técnicas de desarrollo sostenible.
Este proyecto está basado en tres líneas de acción que se materializan bajo el concepto de un desarrollo sostenible:
- Investigación científica
- Conservación de la biodiversidad
- Apoyo a la comunidad

Con el propósito de llevar adelante una conservación activa en el entorno de Huinay, la fundación tomó la decisión de no sólo preservar las especies ya existentes, sino que de trabajar para recuperar áreas degradadas y ecosistemas ya impactados de la zona.

### Fundación Pehuén
La Fundación Pehuén es una entidad sin fines de lucro constituida en 1992, a partir de la construcción de la Central Hidroeléctrica Pangue, con el objetivo de promover el mejoramiento de las condiciones de vida de las comunidades pehuenches en materia de educación, salud, vivienda e ingreso económico.
Cada iniciativa se trabaja sobre la base del respeto y promoción de los aspectos propios de su tradición cultural, considerando la identidad pehuenche como un elemento fundamental en la gestión de la fundación. Lo que es propiciado por un modelo de trabajo que incorpora la participación activa de las comunidades en las decisiones y acuerdos.
La Fundación Pehuén opera sobre la base de los siguientes principios:
- Identificación y postulación autónoma de proyectos.
- Participación de las comunidades en el proceso de toma de decisiones.
- Contraparte de las comunidades.